# Zagora (gmina Nikšić)
Zagora (cyr. Загора) – wieś w Czarnogórze, w gminie Nikšić. W 2011 roku liczyła 15 mieszkańców.